# Puerto Jiménez
Puerto Jiménez – miasto w Kostaryce, w prowincji Puntarenas.